# Ketzin/Havel
Ketzin/Havel ist eine amtsfreie Kleinstadt im Havelland zwischen Potsdam und Brandenburg an der Havel im Landkreis Havelland, Brandenburg. Bis zum 31. Dezember 2010 hieß die Stadt Ketzin.

## Geografie
Ketzin liegt im Süden des Landkreises Havelland zwischen Brandenburg an der Havel (ca. 25 km) und Potsdam (ca. 22 km) am nördlichen Ufer der Havel. Im Gemeindeteil Paretz zweigen der Havelkanal und der Sacrow-Paretzer-Kanal von der Havel ab. Das Stadtgebiet rings um Ketzin ist eine geschützte Naturlandschaft mit einer ausgedehnten Seen- und Bruchlandschaft.
 Nachbargemeinden 
Die Stadt Ketzin/Havel grenzt (im Uhrzeigersinn)
- im Norden an die Stadt Nauen und die Gemeinde Wustermark des Landkreises Havelland,
- im Osten an die kreisfreie Stadt Potsdam,
- im Südosten an die Stadt Werder (Havel),
- im Süden an die Gemeinde Groß Kreutz (Havel), und
- im Westen an die Gemeinde Roskow, alles Landkreis Potsdam-Mittelmark.

## Stadtgliederung
Das Stadtgebiet gliedert sich in die Stadt Ketzin, fünf Ortsteile und acht Wohnplätze:
- Ketzin
  - Brückenkopf
  - Kliemsiedlung
  - Schumachersiedlung
  - Vorketzin
- Ortsteil Etzin
- Ortsteil Falkenrehde
  - Neu Falkenrehde
- Ortsteil Paretz
  - Paretzhof
- Ortsteil Tremmen
- Ortsteil Zachow
  - Gutenpaaren
  - Fernewerder

## Geschichte

Ketzin im Hochstift Brandenburg

Im Jahr 1197 wurde Ketzin erstmals urkundlich erwähnt. Ketzin und Etzin lagen bis 1571 im Hochstift Brandenburg, dem Reichsfürstentum des Fürstbischofs des Bistums Brandenburg und waren darüber de jure nicht Teil der Mark Brandenburg. 1375 wurde im Landbuch Kaiser Karls IV. berichtet, dass Ketzin Fährrecht besaß. 1424 wurde auf Gesuch der Schuhmacher und Lohgerber erstmals ein Markt abgehalten. 1738 wurde die Ketziner Fischergilde gegründet.
Mitte des 18. Jahrhunderts wurde die bereits 1197 erwähnte St.-Petri-Kirche, die seit 1541 evangelisch war, durch einen Neubau ersetzt. Lediglich ein Teil des Wehrturms ist erhalten geblieben. Von den vier Glocken sind drei jüngeren Datums; eine stammt von Veit Dietrich (Lothringen, 1555). 1860 entdeckte der Lehrer Kaselitz unter feuchtem Wiesengrund gelegene Tonerde, mit der sich Ziegelsteine herstellen ließen. 1865 wurden die ersten Töpfer sesshaft, ab 1870 breiteten sich Ziegeleien aus. 1882 gab es 14 große Ziegeleien und 13 Tongruben. Der nordwestlich gelegene Burgwall (ehemals 120 × 160 m) ist nicht erhalten. Er fiel 1881 dem Tonabbau zum Opfer, wobei Rudolf Virchow immerhin dafür sorgte, dass die Wallanlage zuvor wissenschaftlich untersucht wurde, so dass viele Fundstücke erhalten blieben. 1892 wurde die Zuckerfabrik gebaut (1967 geschlossen). Am 13. Dezember 1893 wurde die Bahnlinie Ketzin – Nauen eröffnet. Seit Einstellung des Personenverkehrs am 22. Mai 1963 wird auf dieser Strecke nur noch Güterverkehr betrieben. 1900 wurde die Schiffer- und Schiffbauerinnung gegründet, 1911 wurde das umgebaute Rathaus eingeweiht, und es entstand die katholische Kirche für die 1885 gegründete katholische Gemeinde.
1917 zogen die 1720 von Christoph Späth am Halleschen Tor in Berlin gegründeten Späth’schen Baumschulen nach Ketzin um (von Neu-Falkenrehde). Der damalige Inhaber Hellmut Späth wurde am 15. Februar 1945 im KZ Sachsenhausen ermordet. Am 25. April 1945 schlossen Einheiten der Roten Armee in Ketzin den Ring um Berlin und leiteten das Ende des Zweiten Weltkrieges ein.
1943 wurde das Reiterstandbild des Großen Kurfürsten, das bis dahin in Berlin auf dem Mitteljoch der Kurfürstenbrücke stand, zum Schutz vor Kriegseinwirkungen demontiert und zu Wasser auf einem Lastkahn nach Ketzin gebracht. Erst im Januar 1946 wurde der Prahm mit dem Reiterstandbild wieder nach Berlin geschleppt und im Borsighafen am Tegeler See vertäut.
1964 wurde östlich von Ketzin in der Gemeinde Knoblauch der erste Untergrundgasspeicher der DDR in Betrieb genommen. Verschiedene Gasausbrüche bis an die Oberfläche zwangen 1966/67 zur Aufgabe des Ortes. Die Einwohner (1964: 460) wurden großzügig entschädigt und in Ketzin, Markee und Falkenrehde angesiedelt. Das Dorf einschließlich Kirche wurde vom Staat aufgekauft und abgerissen.
Am 3. September 1992 wurde ein Brandanschlag auf ein Asylbewerberheim in Ketzin verübt. Das Gebäude brannte völlig aus; zwei Tatverdächtige werden festgenommen.
Seit dem 1. Januar 2011 trägt Ketzin wieder seinen alten Stadtnamen Ketzin/Havel.
Verwaltungsgeschichte
Ketzin, Etzin, Falkenrehde und Paretz gehörten seit 1817 zum Kreis Osthavelland, Tremmen und Zachow zum Kreis Westhavelland in der preußischen Provinz Brandenburg. 1952 wurden die Orte in den Kreis Nauen im DDR-Bezirk Potsdam eingegliedert. Seit 1993 liegen sie im brandenburgischen Landkreis Havelland.
Am 1. Juli 1950 wurde der Ort Knoblauch eingemeindet. Paretz kam am 1. Januar 1960 dazu. Gutenpaaren war bereits am 1. Juli 1950 nach Zachow eingemeindet worden.
Am 22. Mai 1992 schloss sich Ketzin mit vier Gemeinden zum Amt Ketzin zusammen. Sitz der Amtsverwaltung war die Stadt Ketzin. Im Zuge der Gemeindereform in Brandenburg wurde das Amt Ketzin zum 26. Oktober 2003 wieder aufgelöst. Die amtsangehörigen Gemeinden Etzin, Falkenrehde, Tremmen und Zachow wurden zu diesem Zeitpunkt in die Stadt Ketzin eingegliedert.

## Bevölkerungsentwicklung
| Jahr | Einwohner |
| ---- | --------- |
| 1875 | 2 569     |
| 1890 | 3 462     |
| 1910 | 3 771     |
| 1925 | 3 079     |
| 1933 | 3 475     |
| 1939 | 3 415     |

| Jahr | Einwohner |
| ---- | --------- |
| 1946 | 5 107     |
| 1950 | 4 732     |
| 1964 | 4 179     |
| 1971 | 4 995     |
| 1981 | 4 565     |
| 1985 | 4 520     |

| Jahr | Einwohner |
| ---- | --------- |
| 1990 | 4 201     |
| 1995 | 4 064     |
| 2000 | 3 959     |
| 2005 | 6 541     |
| 2010 | 6 405     |
| 2015 | 6 412     |

| Jahr | Einwohner |
| ---- | --------- |
| 2020 | 6 595     |
| 2021 | 6 609     |
| 2022 | 6 581     |
| 2023 | 6 613     |
| 2024 | 6 684     |

Gebietsstand des jeweiligen Jahres, Einwohnerzahl: Stand 31. Dezember (ab 1991). Ab 2011 auf Basis des Zensus 2011. Ab 2022 auf Basis Zensus 2022
Die Zunahme der Einwohnerzahl 2005 ist auf die Eingliederung mehrerer Gemeinden im Jahr 2003 zurückzuführen.

## Politik

### Stadtverordnetenversammlung
Die Stadtverordnetenversammlung von Ketzin besteht aus 18 Stadtverordneten und der hauptamtlichen Bürgermeisterin. Die Kommunalwahl am 9. Juni 2024 führte bei einer Wahlbeteiligung von 61,8 % zu folgendem Ergebnis:
| Partei / Wählergruppe                    | Stimmenanteil 2019 | Sitze 2019 |  | Stimmenanteil 2024 | Sitze 2024 |
| ---------------------------------------- | ------------------ | ---------- |  | ------------------ | ---------- |
| AfD                                      | –                  | –          |  | 20,0 %             | 4          |
| SPD                                      | 33,4 %             | 6          |  | 18,7 %             | 3          |
| CDU                                      | 16,2 %             | 3          |  | 13,7 %             | 3          |
| Bürger für Ketzin/Havel                  | –                  | –          |  | 13,5 %             | 2          |
| Bündnis 90/Die Grünen                    | 08,7 %             | 2          |  | 07,0 %             | 1          |
| Freie Wähler Tremmen                     | 07,0 %             | 1          |  | 06,0 %             | 1          |
| Ketziner Bürgerpiraten                   | –                  | –          |  | 04,4 %             | 1          |
| Einzelbewerber Nico Bierschenk           | –                  | –          |  | 04,2 %             | 1          |
| Freie Wählergemeinschaft Falkenrehde     | 06,5 %             | 1          |  | 03,7 %             | 1          |
| Freie Wähler für Zachow 2008             | 05,9 %             | 1          |  | 03,5 %             | 1          |
| Die PARTEI                               | –                  | –          |  | 02,0 %             | –          |
| FDP                                      | 06,2 %             | 1          |  | 01,5 %             | –          |
| Einzelbewerberin Evelin Sens             | –                  | –          |  | 01,1 %             | –          |
| Einzelbewerber Kai Scherbarth            | –                  | –          |  | 00,7 %             | –          |
| Die Linke                                | 08,1 %             | 1          |  | –                  | –          |
| Einzelbewerber Bert Tschirner            | 04,0 %             | 1          |  | –                  | –          |
| Piraten / Die PARTEI u. a. Wählergruppen | 04,0 %             | 1          |  | –                  | –          |
| Insgesamt                                | 100 %              | 18         |  | 100 %              | 18         |

### Bürgermeister
- 1998–2003: Antje Fredrich (CDU)[17]
- 2003–2022: Bernd Lück (FDP)[18]
- seit 2023: Katrin Mußhoff (parteilos, unterstützt von SPD- und CDU-/FDP-Fraktion)[19]

Mußhoff wurde in der Bürgermeisterwahl am 9. Oktober 2022 mit 73,5 % der gültigen Stimmen gewählt. Ihre Amtszeit beträgt acht Jahre.

### Wappen
| Wappen von Ketzin | Blasonierung: „In Blau aufrecht nebeneinander und silbern eine Garnnadel (Knüttespun), ein Bindestock mit der Spitze nach unten und ein mit dem Bart nach außen gekehrter Schlüssel.“ |
| Wappen von Ketzin | Das Wappen wurde vom Erfurter Heraldiker Frank Diemar gestaltet und am 5. November 2004 durch das Ministerium des Innern genehmigt.                                                   |

Historisches Stadtwappen
| Wappen von Ketzin vor 2004 | Blasonierung: „In Blau vorn eine silberne Zinngießerspitze, in der Mitte ein silberner Schlächterstahl mit goldenem Griff, hinten ein silberner Schlüssel mit Bart nach oben außen.“                                                                                            |
| Wappen von Ketzin vor 2004 | Wappenbegründung: Das älteste Siegel trägt die Umschrift „SIGILLVM CONSVLVM KETZIN 1574“. Wahrscheinlich hatten zur Zeit der Wappenentstehung die Zünfte der Schlosser, Schlächter und Zinngießer das Regiment in der Stadt inne und dies im Stadtwappen zum Ausdruck gebracht. |

### Flagge
Die Flagge ist Blau – Weiß – Blau (1:3:1) gestreift und mittig mit dem Stadtwappen belegt.

### Dienstsiegel
Das Dienstsiegel zeigt das Wappen der Stadt mit der Umschrift: „STADT KETZIN/HAVEL • LANDKREIS HAVELLAND“.

## Sehenswürdigkeiten und Kultur

### Sehenswürdigkeiten
Siehe auch: Liste der Baudenkmale in Ketzin/Havel mit den in der Denkmalliste des Landes Brandenburg eingetragenen Baudenkmalen.

#### Falkenrehde

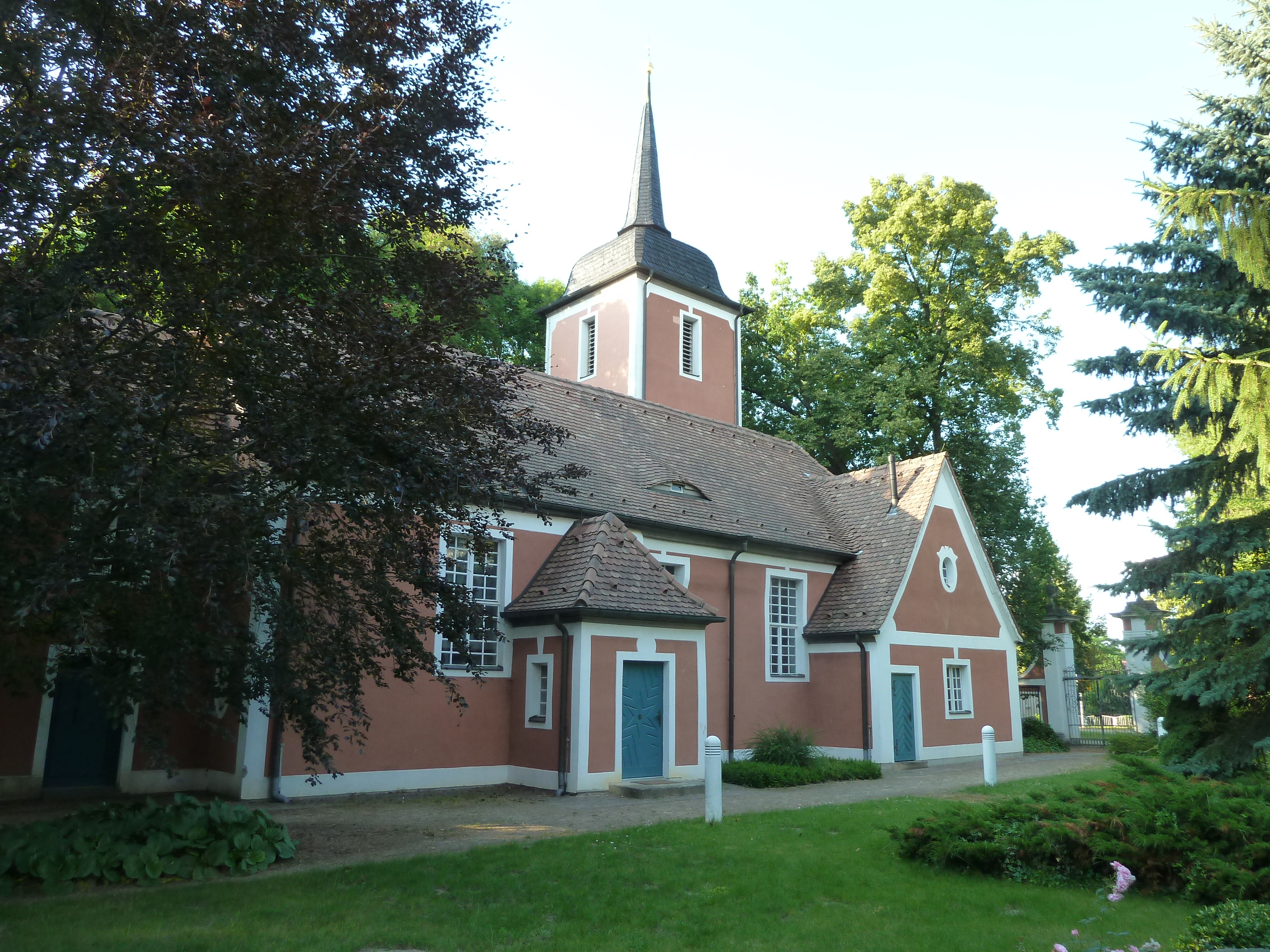
Dorfkirche Falkenrehde

- Dorfkirche Falkenrehde von 1750, 1910 baulich verändert und um den Westturm ergänzt
- Gedenksteine von 1955 auf zwei Ehrengräbern für umgekommene sowjetische Soldaten und Kriegsgefangene, die in einem Barackenlager im Ortsteil Neufalkenrehde interniert waren, auf dem Friedhof hinter der Kirche von Falkenrehde

#### Gutenpaaren
- Dorfkirche Gutenpaaren, Turm wahrscheinlich aus dem 18. Jahrhundert, gotisierender Umbau 1863
- Gutshof Dorfstraße 22/23, Wohnhaus mit 2 Stallgebäuden, erbaut um 1800 von Familie v. Eckenbrecher, denkmalgeschützt seit 2005, desolater Zustand
- Gutshaus Dorfstr. 27, im Kern Fachwerkbau von vor 1700, vermutlich Mitte des 18. Jh. modernisiert, Denkmalschutz seit 2005
- Sühnekreuz an der Dorfstraße

#### Ketzin
- Rathaus, 1887 als Wirtschaftsgebäude errichtet, bis 1907 Kaiserliche Post, 1911 nach Anbau eines Seitenflügels und des Turmes Rathaus
- Evangelische St. Petri-Kirche: 1758–1763 als barocke Saalkirche erbaut, der Turm stammt vom Vorgängerbau aus der Zeit um 1200, im Innern ein barocker Orgelprospekt und eine barocke Kanzel
- Katholische Kirche Rosenkranzkönigin, 1910/11 errichteter neugotischer Backsteinbau mit 40 Meter hohem Turm
- Bahnhof Ketzin mit historischem Fahrzeugpark, bis April 2018 beispielsweise einem Zug der DR-Baureihe VT 18.16 (jetzt im DB Museum Nürnberg)[24]

#### Paretz
- Schloss Paretz und Gotisches Haus
- Dorfkirche
- Bockwindmühle

#### Tremmen
- Evangelische St.-Marien-Kirche, einschiffiger kreuzförmiger gewölbter Backsteinbau, im 15. Jahrhundert im spätgotischen Stil als Wallfahrtskirche errichtet. Die beiden Türme wurden 1724 im barocken Stil erhöht und mit Zwiebelhauben versehen. Am Westgiebel der Kirche befindet sich eine Außenkanzel, von der aus vorbeiziehenden Pilgern und Gläubigen der Segen erteilt wurde.
- Dorfmuseum Tremmen

#### Zachow
Der Ursprung von Zachow liegt im Jahr 1170. Die Dorfkirche Zachow ist ein im Ursprung gotischer, im 18. Jahrhundert barock umgebauter Kirchenbau. Auffällig ist ein gotischer Blendengiebel. In der Nähe Zachows liegt der Trebelsee, auf dem Wassersportarten möglich sind.

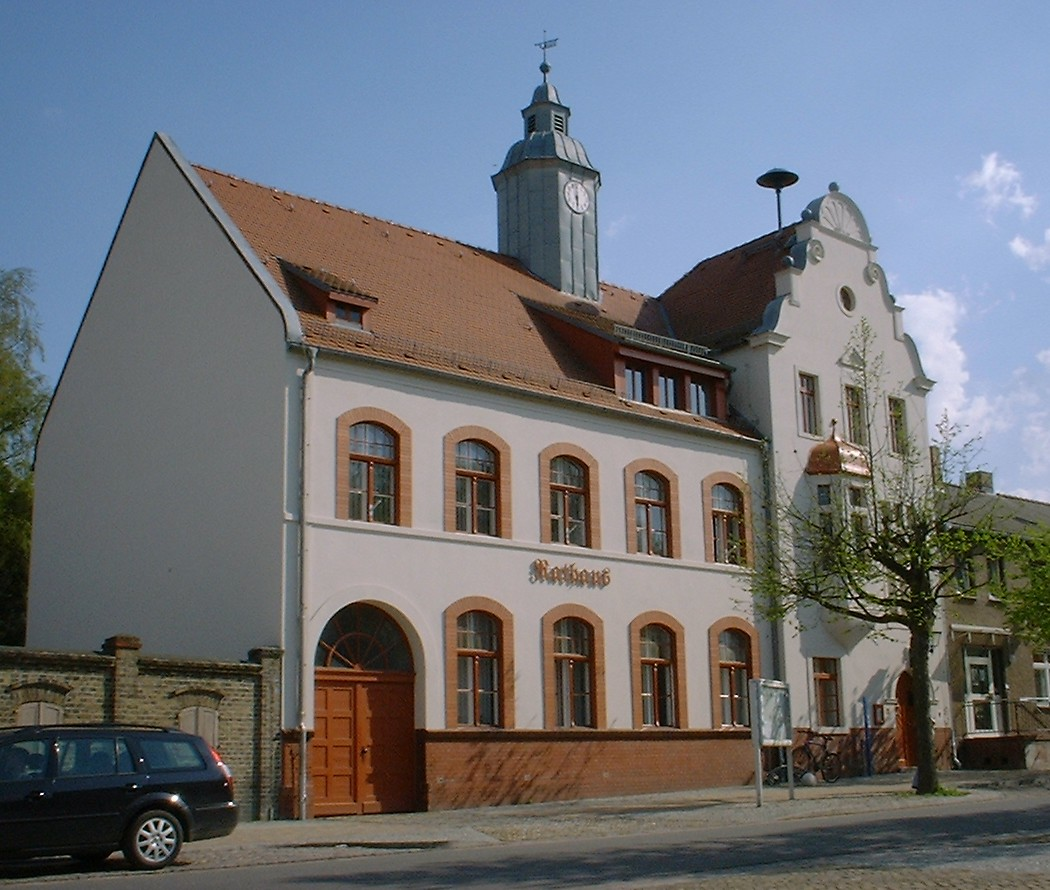
Rathaus
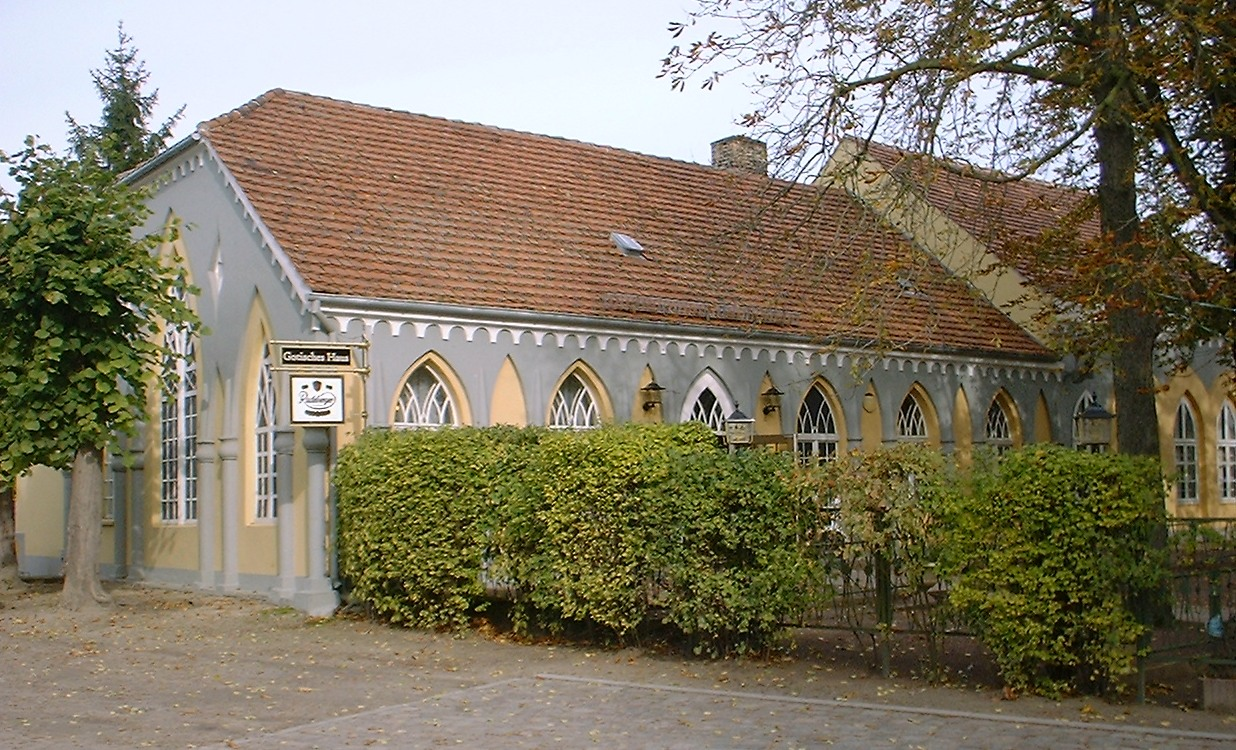
Gotisches Haus in Paretz
Gutshaus in Gutenpaaren
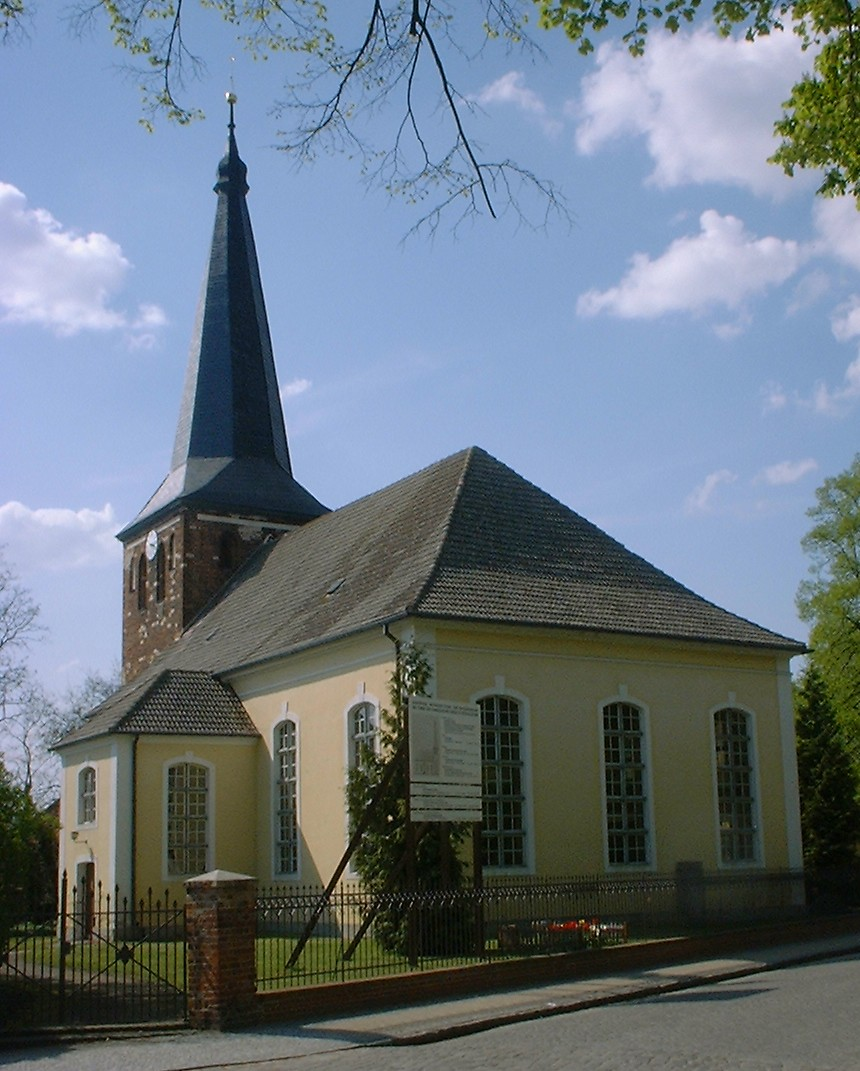
St.-Petri-Kirche
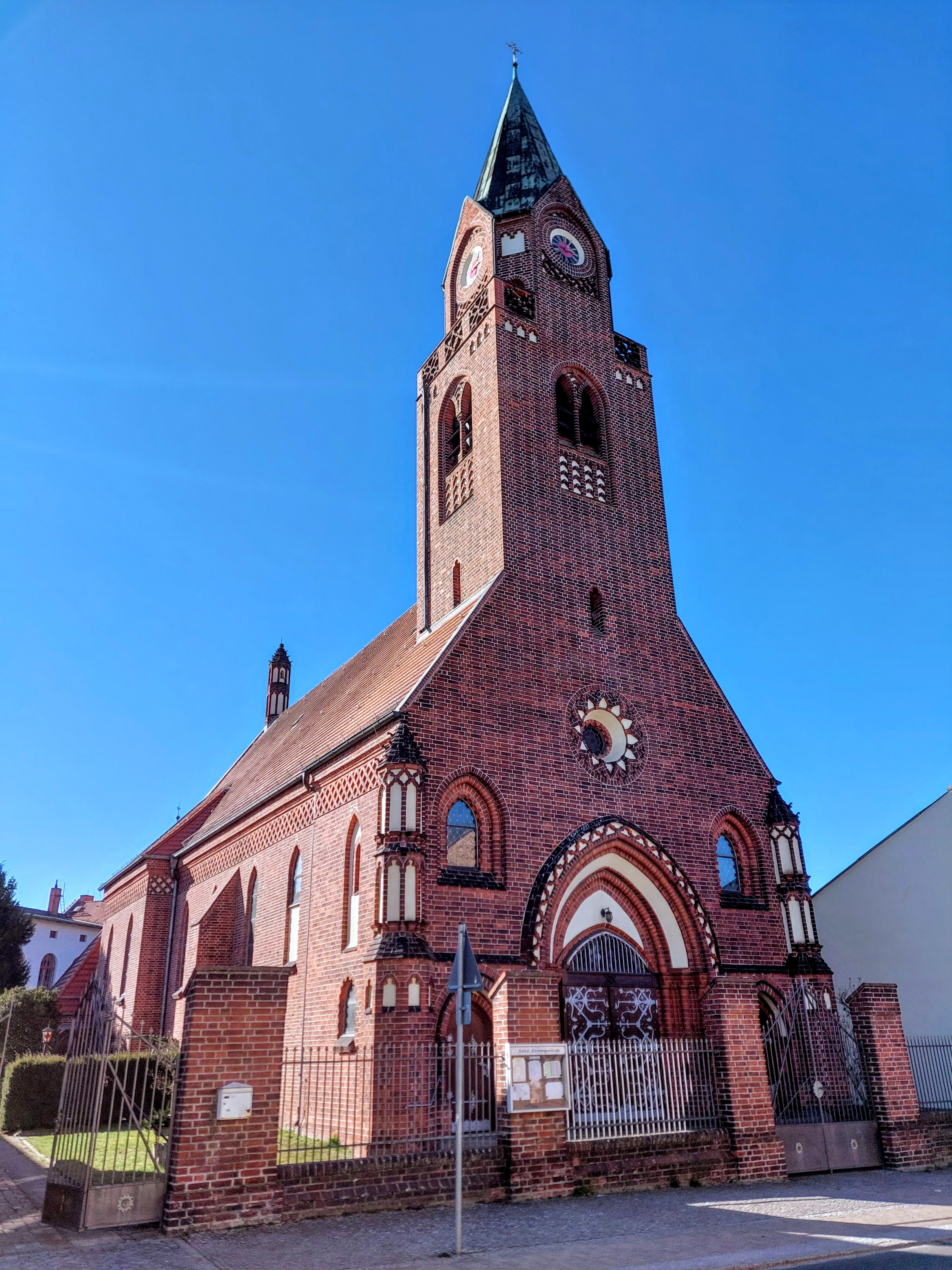
Katholische Kirche Rosenkranzkönigin Ketzin
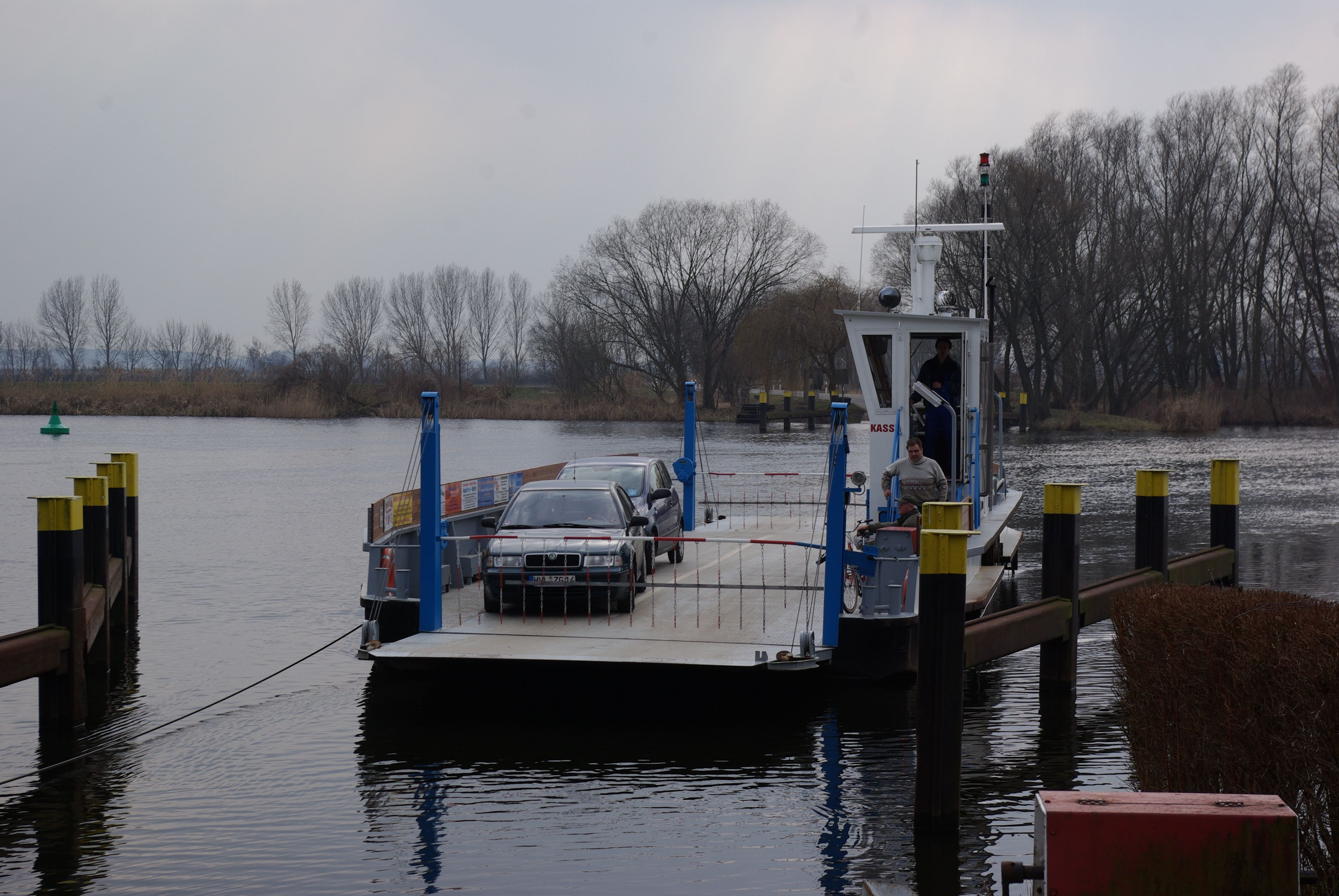
Fähre über die Havel in Ketzin

### Regelmäßige Veranstaltungen
Im August findet jährlich das Fischerfest mit einem großen Fischzug auf der Havel statt.

## Wirtschaft und Infrastruktur

### Verkehr
Im Stadtteil Ketzin kreuzen sich die Landesstraßen L 86 (Nauen–Groß Kreutz) und L 92 (Roskow–Neu Fahrland). Den Ortsteil Falkenrehde durchqueren die L 204 (früher Teilabschnitt der B 273) und die L 862 als Verbindung zwischen Ketzin und Falkenrehde. Zwischen Ketzin und Schmergow verkehrt im Verlauf der L 86 eine Fähre über die Havel, die erstmals 1375 als Floß erwähnt wurde.
Östlich der Gemeinde verläuft die Bundesautobahn A 10 (westlicher Berliner Ring) mit der Anschlussstelle Potsdam-Nord (ca. 8 km entfernt).
Nächster Bahnhaltepunkt ist Marquardt an der Bahnstrecke Jüterbog–Nauen (Bestandteil des Berliner Außenrings), der von der Regionalbahnlinie RB 21 (Wustermark–Potsdam Hauptbahnhof) bedient wird.
Der Bahnhof Ketzin war Endpunkt der Bahnstrecke Nauen–Ketzin, auf der der Personenverkehr 1963 eingestellt wurde.
Das Stadtgebiet und die größeren Ortsteile werden durch Buslinien von Potsdam, Nauen und Wustermark nach Ketzin erschlossen.

## Persönlichkeiten
Söhne und Töchter der Stadt
- Carl von Schlicht (1833–1912), Landschaftsmaler, in Gutenpaaren geboren
- Wilhelm Metzger (1848–1914), Redakteur, Politiker (SPD), 1890–1914 Reichstagsabgeordneter
- Walter Ruppin (1885–1945), Politiker (NSDAP), in Gutenpaaren geboren
- Dorothea Wüsten (1893–1974), aus dem nationalsozialistischen Deutschland emigrierte Keramikerin, Malerin und Zeichnerin und Ehrenbürgerin von Görlitz
- Ernst Wallenburger (1902–1989), Zeichner, Maler und Karikaturist
- Joachim Illies (1925–1982), Biologe und Sachbuchautor
- Detlef Karg (* 1945), Gartenhistoriker, Denkmalpfleger und Landeskonservator
- Reinhold E. Schmidt (1951–2022), Mediziner
- Friedhelm Nieske (1954–2020), Schlagzeuger und Musikproduzent